# 遠藤晴
遠藤 晴（えんどう はる、1933年8月8日 - 1999年9月20日）は、日本の女性声優。東京都出身。

## 人物
生前は劇団四季、タレントエージェント、東京アクタープロ、劇団アルスノーヴァ、劇団薔薇座を経て、青二プロダクションに所属し、主に老年・中年女性役に声をあてることが多かった。
声種はアルト。趣味・特技は歌。
1999年9月20日死去。66歳没。

## 後任
遠藤の死後、持ち役を引き継いだ人物は以下の通り。
- 堀越真己（『リトル・マーメイドII Return to The Sea』カーロッタ役）

## 出演

### テレビアニメ
1969年
- ハクション大魔王（デブ山先生）

1972年
- 樫の木モック（村人、老婆、客、オットセイ、大ガメ）

1975年
- タイムボカン（オタケさん、継母）
- フランダースの犬（1975年 - 1976年、ヌレットおばさん）
- 勇者ライディーン（荒磯の母、ダンの母）

1976年
- ピコリーノの冒険（おばあさん）

1977年
- 一発貫太くん（婦長）
- シートン動物記 くまの子ジャッキー（ピントー）

1978年
- 闘将ダイモス（女）
- ペリーヌ物語（老婆、フランソワーズ 他）

1980年
- トム・ソーヤーの冒険（ポリーおばさん）
- とんでも戦士ムテキング（おばあさん）
- ニルスのふしぎな旅（母、フィンマリン）

1981年
- ヤットデタマン（魔女）

1987年
- エスパー魔美（1987年 - 1989年、聖天宮宣子〈山田花子〉、ヒナ子））
- グリム名作劇場（ドリス）

1988年
- キテレツ大百科（刈野ヨネ〈2代目〉、大原、千代、老婦人、おばあちゃん、スズ）
- ひみつのアッコちゃん（1988年）（おばさん）

1989年
- 美味しんぼ（マチ）
- ジャングル大帝（新）（長老）
- らんま1/2 熱闘編（鹿）

1991年
- トラップ一家物語（ローズィ）

1992年
- アニメ世界の童話（妖精）
- ウルトラマンキッズ 母をたずねて3000万光年（キングドッキンの母）

1993年
- ツヨシしっかりしなさい（タメ）

1995年
- ロミオの青い空（リサ）

### 劇場アニメ
- カッタ君物語（1995年、祖母）
- ジャングル大帝（1997年、オフクロサン）

### ゲーム
- 鏡の国のレジェンド（1989年）

### 吹き替え

#### 洋画
- 上流社会（ロード夫人〈マーガロ・ギルモア〉）※TBS版
- グーニーズ（フラッテリーママ[11]）※TBS版
- ディスクロージャー（ステファニー・カプラン）※テレビ朝日版
- ネバーエンディング・ストーリー（モーラ）※テレビ朝日版（BD収録）
- 招かれざる客（ティリー）
- 夜の大捜査線（ママ・カレバ〈ビア・リチャーズ〉）※TBS版（BD収録）

#### 海外ドラマ
- ER緊急救命室（メイ・ベントン〈ビア・リチャーズ〉）
- 刑事コロンボ 忘れられたスター（パーティーの女性客、テレビ番組の女性ゲスト）
- スパイ大作戦 不死鳥を葬れ（掃除婦）

#### 海外アニメ
- リトル・マーメイド（カーロッタ）

#### 人形劇
- サンダーバード 公爵夫人の危機（ロイストン公爵夫人）
- スーパーカー（ハイディおばさん）※フジテレビ版